# Aljaraque
Aljaraque è un comune spagnolo di 12 026 abitanti situato nella comunità autonoma dell'Andalusia.